# تسليم
التسليم ركن من أركان الصلاة في الإسلام وهو علامة على نهايتها وذلك بقول المصلي: «السلام عليكم ورحمة الله» مرتين، مرة مع تحريك الوجه عن يمينه و مرة مع تحركيه عن شماله.

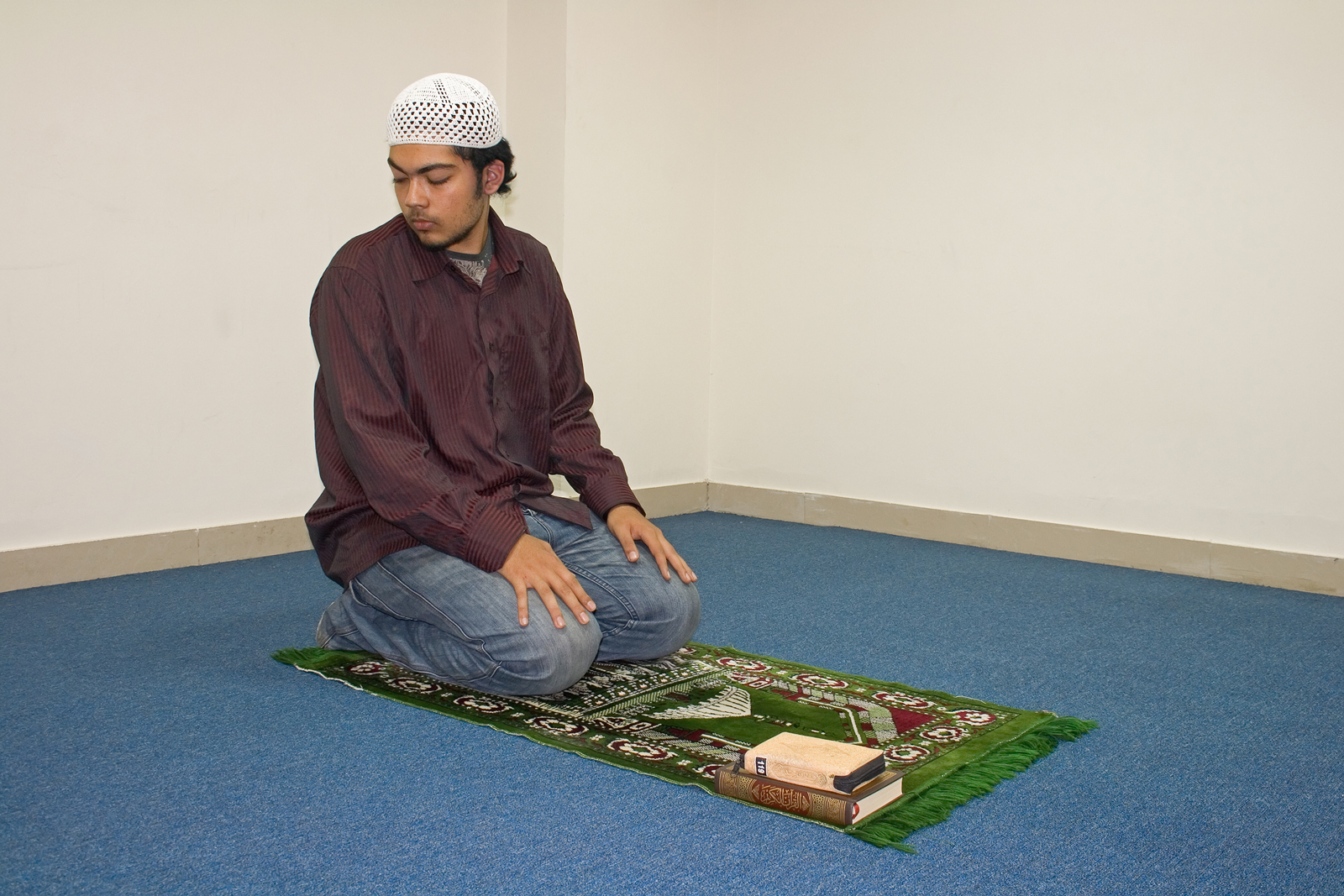
تأدية السلام عن جهة اليمين
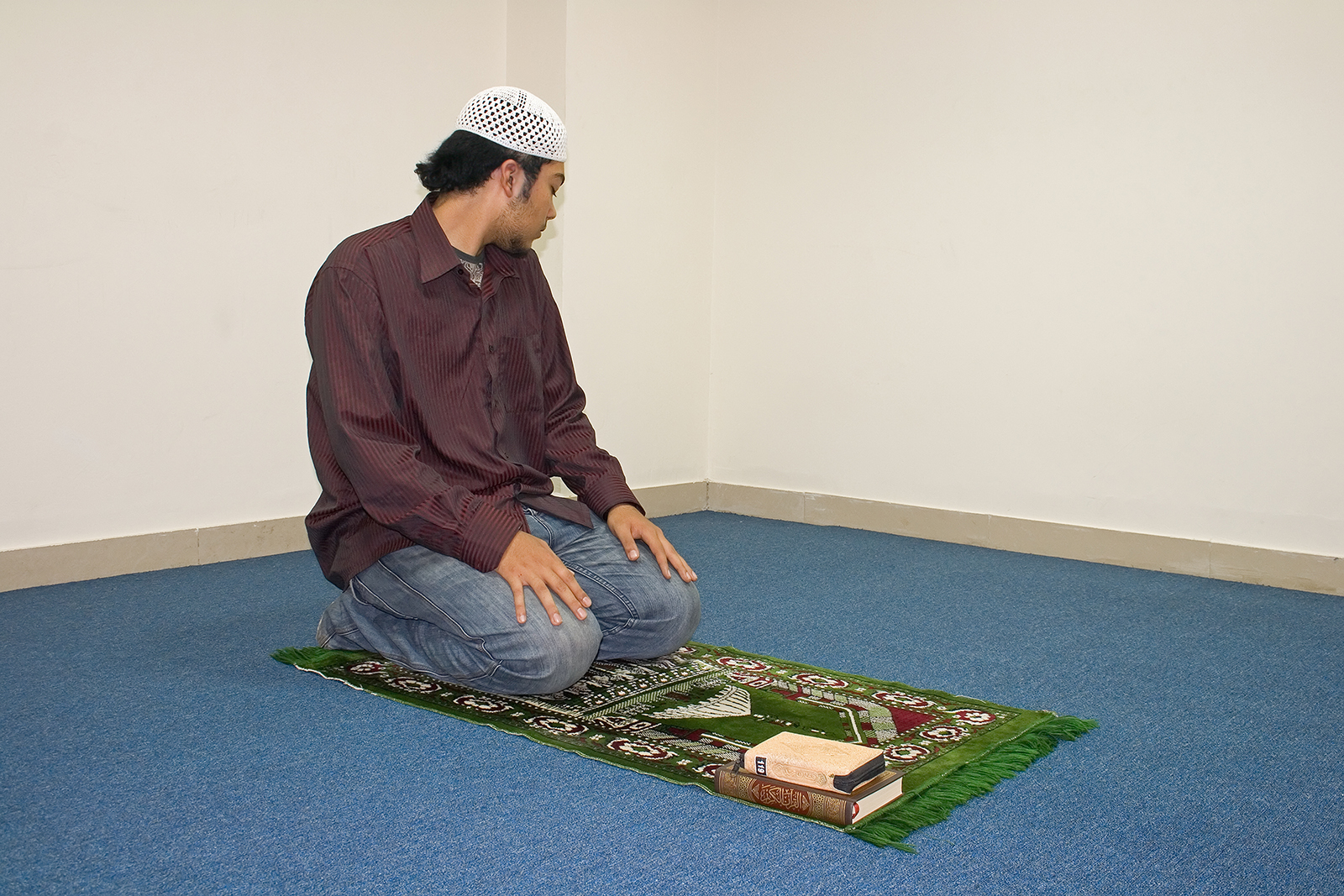
تأدية السلام عن جهة اليسار